# НормаСахар
«НормаСахар» — проект цифровой медицины, первый российский онлайн-сервис для наблюдения за состоянием больных сахарным диабетом. С помощью специального мобильного приложения сервис отслеживает динамику содержания глюкозы в крови больного и рекомендует необходимые ему дозы инсулина, а также позволяет удалённо получать консультации врача. «НормаСахар» также предлагает своим посетителям программу добровольного медицинского страхования для больных сахарным диабетом. До апреля 2015 году услуги портала были бесплатными, за исключением консультаций медиков.

## История
Автором сайта является врач-эндокринолог Александр Подгребельный. В середине 2000-х годов он пытался создать нечто подобное, но проект тогда так и не заработал. В то же время предприниматель занимался продажей инсулиновых помп через интернет-магазин и производил конфеты для купирования приступов гипогликемии.
В 2011—2012 годах Подгребельный получил грант в размере 50 тысяч долларов от Фонда посевного финансирования Microsoft Seed Fund и 100 тысяч долларов от стартап-акселератора «Главстарт». В 2012 году была запущена тестовая версия портала. Название проекта придумал Михаил Зуев, один из акционеров компании.
В октябре 2013 получил поддержку Фонда развития интернет-инициатив в размере 25 тысяч долларов. В том же году проект был представлен Президенту Российской Федерации Владимиру Путину.
В 2015 году авторы проекта предложили своим клиентам принять участие в программе добровольного медицинского страхования — "Полная страховая защита «НормаСахар». Участники программы получают медицинскую помощь в лечебных учреждениях-партнёрах. Но исключительно в случае хронических осложнений сахарного диабета. При этом застрахованный обязуется использовать программное обеспечение "Система дистанционного наблюдения и лечения сахарного диабета «НормаСахар». Делается такая страховка на год и стоит от 11 до 25 тысяч рублей.
По состоянию на начало апреля 2015 года на сайте зарегистрировались около двенадцати с половиной тысяч человек. В системе работало 48 врачей. Всего за историю сервиса были проведены свыше одного миллиона измерений сахара крови.

## Принцип действия
Зарегистрированные на сайте пользователи могут воспользоваться услугами портала при помощи специального мобильного приложения «НормаСахар Доктор». Оно позволяет больному вести своего рода дневник, где будет содержаться вся информация о состоянии его здоровья, скачках уровня глюкозы в крови, количестве съеденных углеводов -
в базу сайта вбита информация об углеводной ценности более 10 тысяч продуктов — и введённого инсулина. Человек самостоятельно измеряет концентрацию сахара глюкометром и заносит результаты измерений в программу на мобильном телефоне или компьютере. Существуют и глюкометры, автоматически вбивающие информацию в дневник при подключении к сети.
В любое время суток и в любой точке мира, при наличии интернета, пациент может рассчитать количество инсулина, необходимое в настоящий момент времени. Можно также связаться с врачом, который с помощью приложения оценит состояние больного и даст ему рекомендации, основываясь на полной истории болезни.
Это первый российский сервер, обслуживающий больных диабетом онлайн. Но в США и ряде других стран подобная практика началась намного раньше. Так в Израиле работает компания «Бюро диабетической информации», которая консультирует диабетиков из разных стран, используя телефон, электронную почту или Skype. Основатель компании Ицхак Чайковский поддержал начинания российских предпринимателей.

## Критика
В 2013 году проект прошёл проверку в Морозовской детской городской клинической больнице и в Московском НИИ акушерства и гинекологии имени Отта. Медики одобрили сервис, о чём доложили на 6-м Всероссийском диабетологическом конгрессе.
В апреле 2015 года сервер стал платным. Со второго апреля на сайте требуется абонентская плата, которая составляет 98 рублей за месяц пользования. В течение недели некоторые подписчики решили расстаться с сервером, но, как заявляют разработчики, новых клиентов у них стало только больше: за этот срок на сайте зарегистрировалось более ста человек.
Бесплатно пользоваться сервером теперь могут только те, кто только прошёл регистрацию, и всего пять дней, после этого на них распространяются те же условия, что и на других пользователей.
В интернете можно встретить и другие жалобы на компанию. Так люди называют проект насмешкой над больными, которые не могут позволить купить себе смартфон. Еще одним минусом они называют отсутствие гарантий, что программа в нужную минуту не даст сбой.
В России есть еще одна компания, работающая в качестве онлайн-дневника для больных диабетом — Dia-Lifе. Открытого конфликта между проектами не было, но основатель Dia-Lifе высказывал удивления запуском бета-версии портала «НормаСахар», после того как его компании отказал в финансовой поддержке известный стартап-акселератор.
Коммерсантъ ставит проект «НормаСахар» в один ряд с российским стартапом в сфере социального предпринимательства «Кнопка жизни», за стремление изменить принципы работы современной системы здравоохранения России.